# Antonio Sacchini
Antonio Maria Gasparo Sacchini [ejtsd: szakkini] (Firenze, 1730. június 14. – Párizs, 1786. október 8.) olasz zeneszerző.

## Élete
Durante tanítványa volt, Semiramide című operája által vált először ismertté, 1768-ban Alessandro nell' Indie operájának sikere után a velencei Del Ospedaletto zeneiskola igazgatója lett. 1771-ben Münchenbe és Stuttgartba, 1772-ben Londonba ment, ahol 10 évig működött. Hírnevének és jelentőségének tetőpontját Párizsban érte el, ahol 1782-től élt. Utolsó művei: Renaud, Dardane, Oedipe a Colone. Az egyházi zene terén is termékeny volt.

## Operái
| Cím                                                            | Műfaj            | felvonások száma | Bemutató helye                  | Bemutató ideje   |
| Fra Donato                                                     | intermezzo       | 2 felvonás       | Nápoly                          | 1756             |
| Il giocatore                                                   | intermezzo       |                  | Nápoly                          | 1757             |
| Olimpia tradita                                                | commedia         |                  | Nápoly                          | 1758             |
| Il copista burlato                                             | commedia         |                  | Nápoly                          | 1759             |
| La vendemmia                                                   | intermezzo       | 1 felvonás       | Róma, majd átdolgozva Barcelona | 1760, 1767       |
| Il testaccio                                                   | opera buffa      |                  | Róma                            | 1760             |
| I due fratelli beffati                                         |                  |                  | Nápoly                          | 1760             |
| Andromaca                                                      | opera seria      |                  | Nápoly                          | 30 May 1761      |
| La finta contessa                                              | farsetta         |                  | Róma                            | 1761             |
| Li due bari                                                    | opera buffa      |                  | Nápoly                          | 1762             |
| L'amore in campo                                               | dramma giocoso   | 2 felvonás       | Róma                            | 1762             |
| Alessandro Severo                                              | opera seria      | 3 felvonás       | Velence                         | Carnival 1763    |
| Alessandro nell'Indie                                          | opera seria      |                  | Velence                         | 1763             |
| Olimpiade                                                      | opera seria      | 3 felvonás       | Padova                          | 1763             |
| Semiramide riconosciuta                                        | opera seria      | 3 felvonás       | Róma                            | 1764             |
| Eumene                                                         | opera seria      |                  | Firenze                         | 1764             |
| Il gran Cidde                                                  |                  |                  | Róma                            | 1764             |
| Lucio Vero                                                     | opera seria      |                  | Nápoly                          | 4 November 1764  |
| Il finto pazzo per amore                                       | intermezzo       | 2 felvonás       | Róma                            | 1765             |
| Creso                                                          | opera seria      | 3 felvonás       | Nápoly, majd átdolgozva London  | 1765, 1774       |
| La contadina in corte                                          | opera buffa      |                  | Róma, majd átdolgozva London    | 1765, 1782       |
| L'isola d'amore                                                | dramma giocoso   | 2 felvonás       | Róma                            | 1766             |
| Le contadine bizzarre                                          |                  |                  | Milánó                          | 1766             |
| Artaserse                                                      | opera seria      | 3 acts           | Róma                            | 1768             |
| Nicoraste                                                      | opera seria      | 3 acts           | Velence                         | 1769             |
| Scipione in Cartagena                                          | opera seria      |                  | München                         | 1770. január 8.  |
| Calliroe                                                       | opera seria      |                  | Ludwigsburg                     | 1770             |
| L'eroe cinese                                                  | opera seria      |                  | München                         | 1770             |
| Adriano in Siria                                               | opera seria      |                  | Velence                         | 1770             |
| Ezio                                                           | opera seria      |                  | Nápoly                          | 1771             |
| Armida                                                         | opera seria      | 3 felvonás       | Milánó                          | 1772             |
| Vologeso                                                       | opera seria      |                  | Parma                           | 1772             |
| Tamerlano                                                      | opera seria      |                  | London                          | 1773             |
| Il Cid                                                         | opera seria      |                  | London                          | 1773. január 19. |
| Perseo                                                         | opera seria      | 3 felvonás       | London                          | 1774             |
| Nitteti                                                        | opera seria      | 3 felvonás       | London                          | 1774             |
| Montezuma                                                      | opera seria      | 3 felvonás       | London                          | 1775             |
| Erifile                                                        | opera seria      | 3 felvonás       | London                          | 1778             |
| L'amore soldato                                                | dramma giocoso   | 3 felvonás       | London                          | 1778             |
| L'avaro deluso, o Don Calandrino                               | dramma giocoso   | 3 felvonás       | London                          | 1778             |
| Enea e Lavinia                                                 | opera seria      | 3 felvonás       | London                          | 1779             |
| Mitridate                                                      | opera seria      |                  | London                          | 1781             |
| Renaud                                                         |                  | 3 felvonás       | Párizs                          | 1783             |
| Chimène (az Il gran Cidde átdolgozása)                         | tragédie lyrique | 3 felvonás       | Fontainebleau                   | 1783             |
| Dardanus                                                       | tragédia         | 4 felvonás       | Párizs                          | 1784             |
| Œdipe à Colone                                                 | tragédie lyrique | 3 felvonás       | Versailles                      | 1786. január 4.  |
| Arvire et Evelina (befejezetlen, Jean-Baptiste Rey fejezte be) | tragédie lyrique | 3 felvonás       | Párizs                          | 1788             |